# Ivan Udarević
Ivan Udarević (ur. 18 listopada 1982 w Osijeku) – chorwacki piłkarz grający na pozycji obrońcy.

## Kariera klubowa
Udarević piłkarską karierę zaczynał w NK Osijek, gdzie występował w drużynie juniorów. Jesienią 2002 roku podpisał kontrakt z chorwackim klubem NK Belišće. W jego barwach rozegrał 20 mecze ligowe, w których zdobył 4 gole. Po zakończeniu sezonu podpisał kontrakt z Polonią Warszawa. W Orange Ekstraklasie Udarević zadebiutował 8 lipca 2004 w meczu z Wisłą Kraków. Nie był to udany debiut dla Udarevicia, który zagrał tylko 28 minut. Przez ostrą grę otrzymał dwie żółte kartki w konsekwencji czerwoną i jeszcze w pierwszej połowie udał się do szatni. W swoim trzecim meczu w Ekstraklasie udało mu się zdobyć swoją premierową bramkę na polskich boiskach. W 57. minucie zdobył głową gola w zremisowanym 3:3 meczu z Pogonią Szczecin. Ogółem w całym sezonie Udarević rozegrał 21 meczów ligowych, w których zdobył 2 gole (drugiego zdobył w 17. kolejce w wygranym 3:2 wyjazdowym meczu z GKS Katowice). Do tego dołożył 4 mecze w Pucharze Polski. Po sezonie trafił do pierwszoligowego Interu Zaprešić. Tam zadebiutował w pierwszej lidze Chorwacji, rozegrał 8 ligowych meczów i zimą 2006 odszedł do cypryjskiego APOEL-u Nikozja. Tam w 6 meczach ligowych zdobył 1 gola, a w 4 meczach w pucharze 1 gola. Po sezonie w lipcu 2006 Udarević ponownie trafił do warszawskiej Polonii, do której ściągnął go trener Andrzej Wiśniewski. Ivan rozegrał cały sezon w Polonii, a rundzie wiosennej był jednym z wyróżniających się zawodników, o czym świadczą statystyki: na 31 meczów w lidze 29 rozegrał w pierwszym składzie, i ani razu nie został zmieniony. Tym dziwniejszą była decyzja nowego trenera Polonii, Waldemara Fornalika, by po sezonie wystawić zawodnika na listę transferową.Wiosną 2008 trafił do klubu ŁKS Łódź w którym rozegrał 1 mecz ligowy. W rundzie wiosennej po rozwiązaniu kontraktu pozostał wolnym zawodnikiem. W latach 2008–2010 zawodnik Ilanki Rzepin. Od 2010 roku grał we Flocie Świnoujście, gdzie wystąpił w 83 meczach. Latem 2013 roku został piłkarzem Motoru Lublin. W grudniu 2013 został pozyskany przez drugoligową Odrę Opole.